# Matsushima

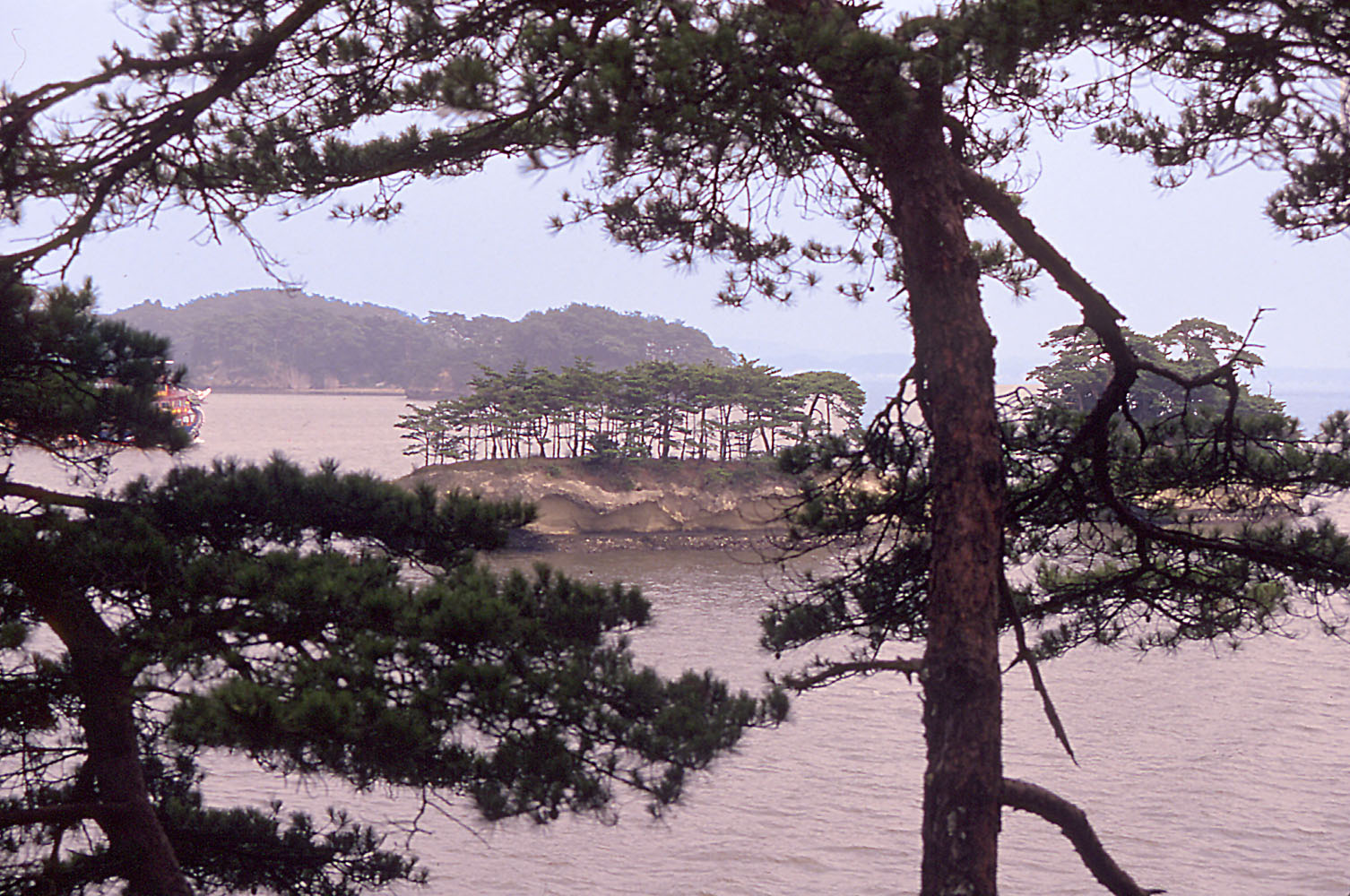
Matsushima.

Matsushima é um grupo de ilhas na província de Miyagi na parte nordeste do Japão. Há cerca de 260 pequenas ilhas de pinheiros na pequena baía.
No Haiku muito famoso que foi escrito por Matsuo Basho, aparece que ele não pode criar o seu Haiku lá, por causa da beleza da excessiva paisagem.
Matsushima é uma das três paisagens mais famosas do Japão. Muitos turistas a visitam anualmente e eles podem ver as ilhas de perto em barcos de cruzeiro.
A cidade está apenas a uma curta distância da capital da província de Sendai, e é facilmente acessível por trem. A estação Matsushima-Kaigan fica perto das atrações, tais como Zuiganji e do porto.
A estação Matsushima, que é em uma linha separada, fica do lado oposto da cidade.